# Draft de Expansión de la NBA de 1989
El Draft de Expansión de la NBA de 1989 fue la novena ocasión en la que la NBA ampliaba su número de equipos desde su creación, y se produjo por la aparición de dos nuevas franquicias en la liga, Minnesota Timberwolves y Orlando Magic, cuyas ciudades, Minnesota y Orlando, habían sido agraciadas el 22 de abril de 1987. La liga pasaba a tener 27 equipos.
Antes del día de la elección, una moneda al aire decidió que fueran los Magic los que eligieran en primer lugar entre los jugadores que el resto de 23 equipos de la liga no habían protegido para el mismo, lo que también permitía que fueran los Timberwolves los que tuvieran derecho en el draft de 1989 a la primera elección.

## Selecciones
| Pick | Jugador        | Pos. | Nacionalidad        | Equipo                 | Equipo anterior        | Años en la NBA | Carrera con la franquicia | Ref.   |
| ---- | -------------- | ---- | ------------------- | ---------------------- | ---------------------- | -------------- | ------------------------- | ------ |
| 1    | Sidney Green   | F/C  | Estados Unidos      | Orlando Magic          | New York Knicks        | 6              | 1989-1990                 | [ 3 ]  |
| 2    | Rick Mahorn    | F/C  | Estados Unidos      | Minnesota Timberwolves | Detroit Pistons        | 9              | —                         | [ 4 ]  |
| 3    | Reggie Theus   | G    | Estados Unidos      | Orlando Magic          | Atlanta Hawks          | 11             | 1989-1990                 | [ 5 ]  |
| 4    | Tyrone Corbin  | G/F  | Estados Unidos      | Minnesota Timberwolves | Phoenix Suns           | 4              | 1989–1991                 | [ 6 ]  |
| 5    | Terry Catledge | F    | Estados Unidos      | Orlando Magic          | Washington Bullets     | 4              | 1989–1993                 | [ 7 ]  |
| 6    | Steve Johnson  | F/C  | Estados Unidos      | Minnesota Timberwolves | Portland Trail Blazers | 8              | 1989-1990                 | [ 8 ]  |
| 7    | Sam Vincent    | G    | Estados Unidos      | Orlando Magic          | Chicago Bulls          | 4              | 1989–1992                 | [ 9 ]  |
| 8    | Brad Lohaus    | F/C  | Estados Unidos      | Minnesota Timberwolves | Sacramento Kings       | 2              | 1989-1990                 | [ 10 ] |
| 9    | Otis Smith     | G/F  | Estados Unidos      | Orlando Magic          | Golden State Warriors  | 3              | 1989–1992                 | [ 11 ] |
| 10   | David Rivers   | G    | Estados Unidos      | Minnesota Timberwolves | Los Angeles Lakers     | 1              | —                         | [ 12 ] |
| 11   | Scott Skiles   | G    | Estados Unidos      | Orlando Magic          | Indiana Pacers         | 3              | 1989–1994                 | [ 13 ] |
| 12   | Mark Davis     | G/F  | Estados Unidos      | Minnesota Timberwolves | Milwaukee Bucks        | 1              | —                         | [ 16 ] |
| 13   | Jerry Reynolds | G/F  | Estados Unidos      | Orlando Magic          | Seattle SuperSonics    | 4              | 1989–1992                 | [ 17 ] |
| 14   | Scott Roth     | F    | Estados Unidos      | Minnesota Timberwolves | San Antonio Spurs      | 2              | 1989-1990                 | [ 18 ] |
| 15   | Mark Acres     | F/C  | Estados Unidos      | Orlando Magic          | Boston Celtics         | 2              | 1989–1992                 | [ 19 ] |
| 16   | Shelton Jones  | F    | Estados Unidos      | Minnesota Timberwolves | Philadelphia 76ers     | 1              | —                         | [ 20 ] |
| 17   | Morlon Wiley   | G    | Estados Unidos      | Orlando Magic          | Dallas Mavericks       | 1              | 1989–1991                 | [ 21 ] |
| 18   | Eric White     | F    | Estados Unidos      | Minnesota Timberwolves | Los Angeles Clippers   | 2              | —                         | [ 22 ] |
| 19   | Jim Farmer     | G    | Estados Unidos      | Orlando Magic          | Utah Jazz              | 2              | —                         | [ 23 ] |
| 20   | Maurice Martin | G/F  | Estados Unidos      | Minnesota Timberwolves | Denver Nuggets         | 2              | —                         | [ 24 ] |
| 21   | Keith Lee      | F/C  | Estados Unidos      | Orlando Magic          | New Jersey Nets        | 3              | —                         | [ 25 ] |
| 22   | Gunther Behnke | C    | Alemania Occidental | Minnesota Timberwolves | Cleveland Cavaliers    | 0              | —                         | [ 26 ] |
| 23   | Frank Johnson  | G    | Estados Unidos      | Orlando Magic          | Houston Rockets        | 8              | —                         | [ 27 ] |